# Adolph Heinrich von Staffeldt
Adolph Heinrich von Staffeldt (1. december 1717 – 20. oktober 1759) var en dansk kammerherre, staldmester og godsejer. Han ejede Kongsdal 1748-50.